# I racconti di Hoffmann
Les contes d'Hoffmann (in italiano: I racconti di Hoffmann) è un'opera fantastica in cinque atti di Jacques Offenbach su libretto di Jules Barbier, tratto da una pièce scritta nel 1851 assieme a Michel Carré.
È la seconda opera composta da Offenbach, compositore dedito al genere dell'operetta, che tuttavia morì prima di completarne la strumentazione, terminata in seguito da Ernest Guiraud. La prima rappresentazione assoluta avvenne all'Opéra-Comique di Parigi il 10 febbraio 1881.

## Fonti letterarie
La pièce di Michel Carré e Jules Barbier, così come il libretto dell'opera, sono ispirati principalmente a tre racconti dello scrittore e compositore romantico E.T.A. Hoffmann:
- Atto II (Olympia): Der Sandmann (in italiano, L'uomo della sabbia), il primo racconto dei  Notturni (1817); il protagonista Nathanael, innamoratosi di Olympia che alla fine scoprirà essere un automa, deve fronteggiare il fisico Spalanzani e la figura «diabolica» dell'ottico Coppelius. Il racconto è portato ad esempio nel saggio Il perturbante di Sigmund Freud[1] e ha ispirato anche il balletto Coppélia di Léo Delibes.
- Atto III (Antonia): Rath Krespel (o Il consigliere Krespel), tratto dalla prima parte de I confratelli di Serapione (1819); tragica storia d'amore tra la cantante Antonia e il «compositore B.».
- Atto IV (Giulietta): Abenteuer in der Silvesternacht (in italiano Le avventure della notte di S. Silvestro), estratto dalle Fantasie alla maniera di Jacques Callot (1814) in particolare dal quarto capitolo: La storia del riflesso perduto (Die Geschichte vom verlorenen Spiegelbild); il protagonista Erasmus Spikher incontra Peter Schlemihl, eroe del romanzo di Adelbert von Chamisso, Storia straordinaria di Peter Schlemihl  (1813).

Si possono però trovare riferimenti anche ad altre opere di Hoffmann. Ad esempio la "canzone di Kleinzach", intonata dal protagonista nel primo atto, è un ritratto grottesco dell'eroe del romanzo breve Klein Zaches, genannt Zinnober (Il piccolo Zaccheo detto Cinabro); Pittichinaccio, spasimante di Giulietta nell'atto a lei dedicato, è ispirato all'omonimo personaggio del racconto Signor Formica (I confratelli di Serapione, quarta parte). Infine il capitolo delle Fantasie alla maniera di Jacques Callot  consacrato al Don Giovanni  di Mozart, nel quale la cantante che interpreta Donna Anna muore per aver troppo cantato, è fonte di ispirazione sia per Stella (atti I e V) che per l'epilogo del terzo atto.
I librettisti hanno unito queste differenti storie di Hoffmann utilizzando lo scrittore stesso, protagonista dell'opera, come anello di congiunzione.

## Trama
L'azione si sviluppa in diverse città durante i primi anni del XIX secolo.
Il prologo e l'epilogo sono ambientati a Norimberga; gli atti II, III e IV si svolgono rispettivamente a Parigi, Monaco e Venezia.

### Atto I: Prologo
Nella taverna di mastro Luther, situata in prossimità del teatro dell'opera di Norimberga, si parla della famosa cantante di nome Stella la quale interpreta il ruolo di Donna Anna nel Don Giovanni. La donna ha risvegliato l'amore di due personaggi: Hoffmann, un poeta la cui passione per la cantante l'ha portato ad abusare dell'alcol, e il consigliere municipale Lindorf, un uomo sposato che la corteggia.
Mentre i clienti ordinano le loro consumazioni, entra in scena Lindorf. Il consigliere ha corrotto Andrea, un servitore di Stella, perché gli consegni una lettera che la cantante ha inviato a Hoffmann, con la chiave delle sue stanze. In questo modo, il consigliere potrà sostituirsi al poeta.
Luther, il taverniere, entra seguito da vari camerieri e si accinge a riordinare una parte della locanda prima che arrivino gli studenti. Questi fanno il loro ingresso cantando, diretti da due di loro, Hermann e Nathaniel. Gli studenti chiedono a Luther di Hoffmann, che giunge proprio in quel momento accompagnato dal suo fedele amico Nicklausse.
Il compagno del poeta paragona la storia amorosa di Hoffmann con quella di Don Giovanni, alludendo al testo dell'aria di Leporello "Notte e giorno faticar". Il poeta sembra pensieroso al cospetto delle persone riunite, però, cedendo alle richieste dei suoi amici, decide di intrattenerli cantando un'aria comica su un nano di nome Kleinzach.
Tuttavia, durante la narrazione, lo spirito romantico dello scrittore lo porta ad allontanarsi da quel soggetto per trattare dell'amore. Poco dopo Hoffmann si incontra con Lindorf, che si burla del poeta. Questi, però, crede di riconoscere nel consigliere le forze del male che sempre l'hanno tormentato. La tensione fra i due personaggi sfocia in un reciproco scambio di insulti.
Dopodiché, Hoffmann torna a conversare con gli studenti e inizia a raccontare loro le sue esperienze con tre amori del passato, Olympia, Giulietta e Antonia, le cui caratteristiche si trovano riunite in Stella. I giovani si dispongono ad ascoltare il poeta trascurando l'avvertimento di Luther, che li informa che il sipario si sta alzando per il successivo atto dell'opera.

### Atto II
L'atto II è dedicato a Olympia e si svolge a Parigi.
Il fisico e inventore Spalanzani si inorgoglisce della sua creazione, una bambola meccanica chiamata Olympia. Entra in scena Hoffmann, che è stato suo allievo ed è perdutamente innamorato della fanciulla, credendo che si tratti di una donna vera. L'inventore dà istruzioni al suo assistente Cochenille e lascia Hoffmann da solo. Il poeta è rapito dalla visione, attraverso una tendina, della bella Olympia, che sembra addormentata.
Appare quindi Nicklausse, che rivela al suo amico che l'unico interesse di Spalanzani è la scienza, e aggiunge che l'inventore costruisce bambole, fra cui la stessa Olympia, che sembrano vere. Tuttavia, il contrariato Hoffmann si rifiuta di credere a questa affermazione.
Entra in scena Coppelius, un rivale di Spalanzani. Dopo aver fatto pubblicità alle proprie invenzioni, il curioso scienziato vende a Hoffmann alcune lenti che consentono una visione ideale degli oggetti. In questo modo il poeta potrà godere, con i suoi nuovi occhi, di una visione ancora più perfetta della bella Olympia.
Senza che Hoffmann se ne accorga, torna Spalanzani, al quale Coppelius chiede di saldare il debito per la fabbricazione degli occhi di Olympia. Il creatore della bella automa consegna al suo rivale un assegno.
Cominciano ad arrivare gli invitati alla festa organizzata da Spalanzani per presentare la sua creazione. Fra questi vi sono anche Hoffmann e Nicklausse, desiderosi di vedere Olympia. Finalmente lo scienziato presenta, con grande piacere del poeta, la fanciulla e annuncia che lei andrà ad interpretare un'aria di coloratura. Nel bel mezzo della presentazione dell'automa, Spalanzani deve avvicinarsi precipitosamente a lei per ricaricare il suo meccanismo e impedire che si interrompa la finzione.
Però l'estasiato Hoffmann non sembra rendersi conto di quest'ennesima prova dell'artificialità della sua amata. Quando Olympia ha terminato la sua aria, il poeta cerca di invitare a cena la bambola meccanica, ma il suo creatore inventa una scusa. Lungi dal rinunciare ai suoi propositi, e mentre il resto degli invitati si dirige verso la sala da pranzo, il poeta dichiara il suo amore all'automa. Tuttavia, quando prende fra le sue la mano della fanciulla, Olympia si alza e, dopo essersi mossa in varie direzioni, esce dalla sala. Torna in quel momento Nicklausse, che insiste con il suo amico sulla natura meccanica dell'oggetto dei suoi desideri: anche questa volta, Hoffmann si rifiuta di ammetterlo.
Entra quindi Coppelius, che ha verificato che l'assegno che gli ha dato Spalanzani non è coperto. Con l'obiettivo di vendicarsi, il rivale del fabbricante di automi si nasconde nella stanza di Olympia. Al ritorno degli invitati, ha inizio il ballo. Hoffmann comincia a danzare con Olympia, ma la sua compagna meccanica volteggia sempre più velocemente, con grande sorpresa del poeta, finché il suo inventore si vede obbligato a darle un colpetto sulla spalla per farla smettere.
Da parte sua, Hoffmann perde gli occhiali, mentre la fanciulla si allontana dalla stanza senza smettere di danzare. Una volta sparita dalla vista si ode un grande fracasso provenire dalla sua stanza: Coppelius ha compiuto la sua vendetta e ha distrutto Olympia, con grande orrore di Hoffmann, che finalmente si rende conto di essersi innamorato di una donna meccanica. Gli invitati si burlano del poeta afflitto, mentre Spalanzani e Coppelius si insultano a vicenda.

### Atto III

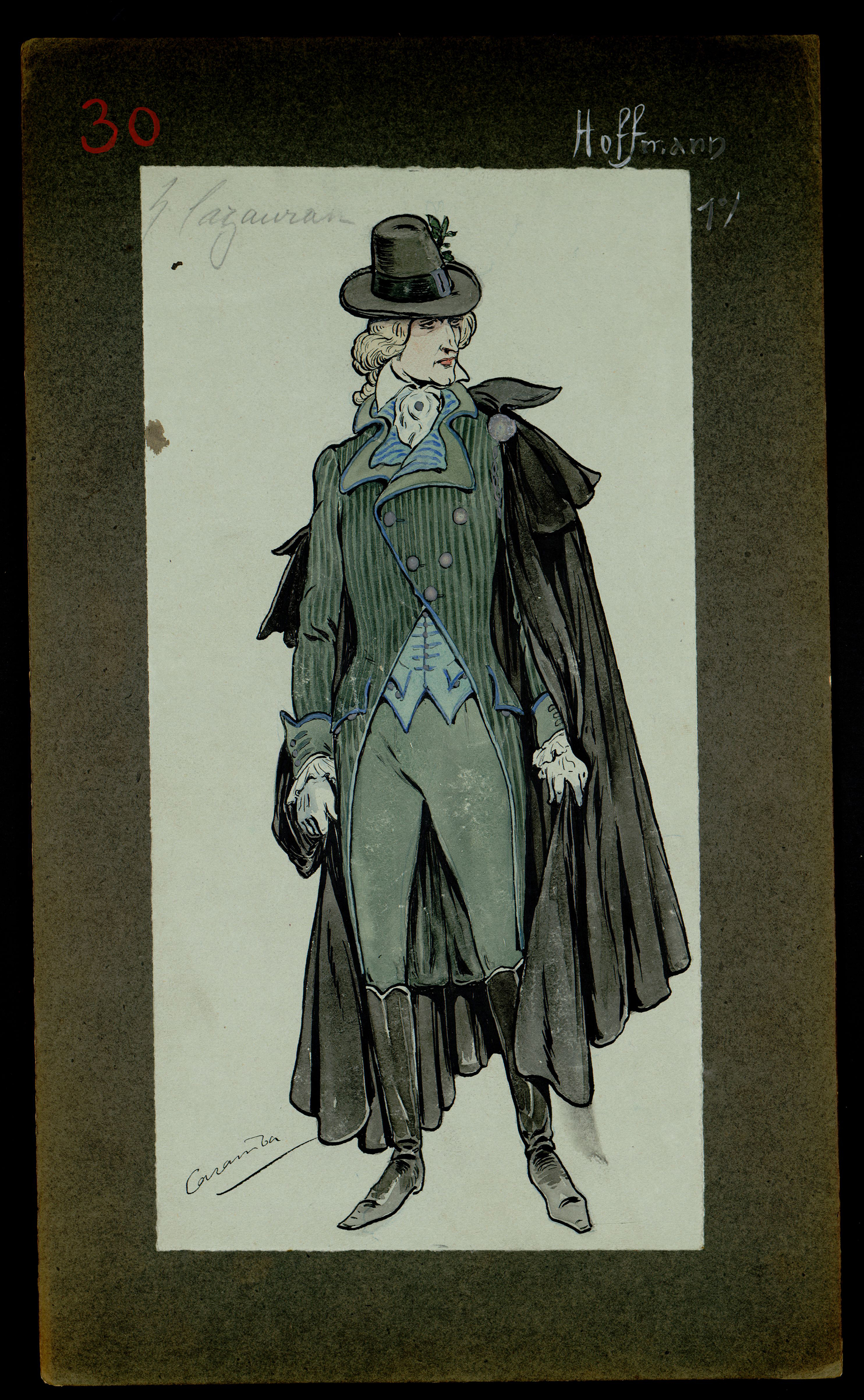
Hoffmann (tenore), figurino per I racconti di Hoffmann atto 1 (1903). Archivio Storico Ricordi

L'atto III ha come titolo il nome del nuovo amore di Hoffmann, Antonia, e si svolge a Monaco.
Appare in scena l'amata del poeta, che canta, seduta al clavicembalo, un'aria triste. Giunge il liutaio Crespel, suo padre, che rimprovera la figlia di non avere mantenuto la promessa: la giovane ha giurato di non cantare, poiché ha ereditato dalla madre non solo una bella voce, ma anche la tubercolosi. Antonia assicura al padre che non canterà più ed esce di scena. Sicuro che le insistenze del pretendente della figlia, Hoffmann, ne avrebbero debilitato la salute, Crespel prende una decisione: ordina al suo servitore sordo, Franz, che il poeta non faccia visita alla giovane inferma.
Dopo un numero comico del servitore, arrivano Hoffmann e Nicklausse, che non trovano alcuna resistenza da parte del servo per entrare in casa di Crespel. Ha luogo quindi l'incontro fra il poeta e la giovane malata: Hoffmann dà l'avvio al duetto amoroso ed entra in scena Antonia, che si getta appassionatamente fra le sue braccia. Una volta che Nicklausse ha abbandonato la scena, la donna rivela a Hoffmann che il padre le ha proibito di cantare a causa della sua malattia. Tuttavia, il suo innamorato la incoraggia a sedersi al pianoforte e a intonare con lui il loro duetto amoroso.
Alla fine del pezzo, la giovane si sente male e, avvertendo il sopraggiungere del padre, si affretta a rifugiarsi nella sua camera mentre Hoffmann decide di nascondersi. Torna Crespel al quale il servitore Franz ha annunciato l'arrivo del dottor Miracle; tuttavia il padre di Antonia non desidera che il dottore visiti sua figlia, temendo che ciò aggravi le sue sofferenze, così come era stato per la sua defunta moglie.
Per mezzo delle arti magiche, Miracle fa la diagnosi della malattia di Antonia e desidera far cantare la giovane, ma Crespel, in preda all'indignazione, scaccia il medico da casa sua. Quando Antonia torna in scena, si trova da sola con Hoffmann che, prima di andarsene, chiede all'amata di abbandonare per sempre il sogno di diventare cantante; la giovane promette di non cantare più.
Appena Hoffmann si allontana riappare Miracle che loda la bellissima voce di Antonia e la convince che la attende un futuro straordinario come cantante professionista; confusa, Antonia, si avvicina al ritratto della madre. Con sua grande sorpresa, il ritratto prende vita e le consiglia di cantare, mentre il losco dottor Miracle impugna con entusiasmo un violino. Alla fine, il medico sparisce sotto il pavimento, il ritratto torna ad assumere il suo aspetto normale e la povera Antonia cade a terra, agonizzante.
Crespel torna appena in tempo per dare l'estremo saluto alla figlia. Arriva in quel momento Hoffmann, che il liutaio accusa di essere la causa della morte della figlia. Il poeta chiede a Nicklausse di chiamare un medico. Stranamente torna il dottor Miracle, che alla fine constata la morte di Antonia.

### Atto IV

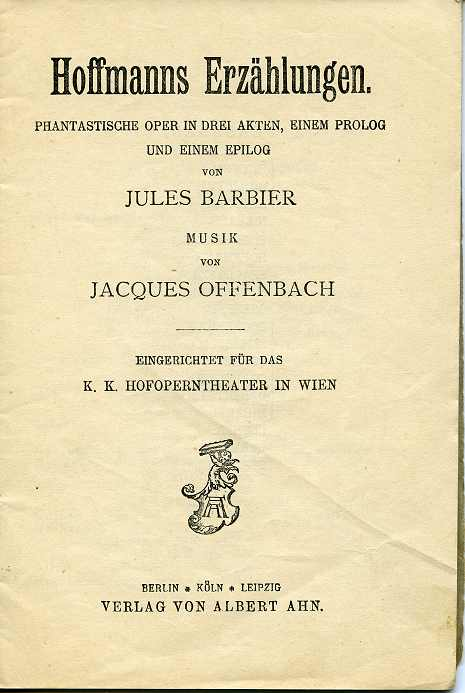
Libretto (c.1907) dell'opera"Hoffmanns Erzählungen" (Les Contes d'Hoffmann).

L'atto IV è dedicato a Giulietta ed è ambientato a Venezia.
L'azione si svolge in un grande palazzo, dal quale si vede il Canal Grande. Nicklausse e una cortigiana di nome Giulietta cantano la celebre barcarola alla presenza di numerose persone. Quando finisce, Hoffmann intona un brindisi e lo dedica alla cortigiana della quale è perdutamente innamorato. Giulietta presenta Hoffmann a altri due suoi ammiratori, Schlemil, con il quale la giovane ha una relazione, e Pitichinaccio, e propone loro di giocare una partita a carte.
Rimasti soli, Nicklausse consiglia a Hoffmann di non commettere sciocchezze, spinto dalla passione per Giulietta, ma l'avventato scrittore decide di non prestare attenzione agli avvertimenti dell'amico. Quando entrambi i personaggi hanno abbandonato la scena compare Dapertutto, uno stregone che si serve di Giulietta per manipolare la volontà delle sue vittime. Lo strano personaggio, che è già riuscito a rendere schiavo dei suoi poteri Schlemihl, adesso vuole impadronirsi di Hoffmann.
Dapertutto esibisce sul palcoscenico il diamante con il quale circuirà Giulietta perché segua i suoi ordini. In quel momento entra in scena la cortigiana, alla quale lo stregone chiede di sedurre Hoffmann, allo scopo di rubargli l'anima catturando il suo riflesso in uno specchio. Una volta che il malefico personaggio è uscito di scena, torna Hoffmann, che dichiara appassionatamente il suo amore per Giulietta. Seguendo gli ordini dello stregone, la sua amata gli fa sapere che i suoi sentimenti sono corrisposti e lo mette in guardia dal carattere geloso del suo amante, Schlemihl.
Dopo questo, la donna invita il poeta a guardarsi in uno specchio, perché possa conservare la sua immagine riflessa una volta che se ne sarà andato; Hoffmann, un po' sconcertato, acconsente. Tornano in scena Schlemihl, Pitichinaccio, Nicklausse e Dapertutto in compagnia di altri personaggi e lo stregone mostra a Hoffmann uno specchio. Il poeta si accorge con orrore che nello specchio non viene riflessa la sua immagine e manifesta i suoi sentimenti contrastanti nei confronti di Giulietta, che ama e odia al tempo stesso.
In seguito Hoffmann chiede a Schlemihl la chiave della stanza della cortigiana, ma tale richiesta fa scoppiare una violenta lite fra i due che si conclude con la morte di Schlemihl per mano di Hoffmann, che lo uccide con la spada di Dapertutto. Dopo essersi impossessato della chiave di Giulietta corre verso casa sua, per tornare subito indietro perché si accorge che la giovane sta arrivando in gondola lungo il canale. Il sopraggiungere della cortigiana dà un risultato sorprendente: lungi dall'accettare l'amore di Hoffmann, Giulietta sceglie il terzo dei suoi pretendenti, Pitichinaccio. Hoffmann, desolato, si allontana in compagnia del suo inseparabile Nicklausse.

### Atto V: Epilogo
L'epilogo si svolge ancora una volta a Norimberga, nella taverna di Luther.
Hoffmann ha terminato il suo racconto e Lindorf, vedendolo completamente ubriaco, pensa di avere ormai partita vinta. Nel vicino teatro dell'Opera, intanto, la rappresentazione del Don Giovanni è finita tra gli applausi e anche nella taverna tutti brindano al successo di Stella.
Luther prepara il punch, mentre gli studenti riprendono uno dei cori del primo atto. La primadonna fa la sua entrata nel locale e si dirige subito verso Hoffmann, ma il poeta è in uno stato tale di ubriachezza che non può impedire a Lindorf di accompagnare la diva.
Hoffmann canta un'ultima strofa della storia di Kleinzach, prima di crollare su di un tavolo. Rimasto solo, ha una visione nella quale gli appare la musa della poesia che gli consiglia di dedicarle tutta la sua vita; il poeta acconsente stregato.
In lontananza le voci degli studenti, che brindano di nuovo.

## Alla ricerca della versione originale
Nel 1851 Offenbach aveva assistito al drame-fantastique Les Contes d'Hoffmann di Barbier e Carré all'Odéon di Parigi ed aveva immaginato che poteva essere un soggetto valido per un'opera.
Offenbach iniziò a comporre l'opera già sul finire degli anni '70: un primo estratto venne infatti eseguito in forma di concerto nell'abitazione parigina del compositore già il 18 maggio 1879. L'anno successivo lo spartito è praticamente terminato, rimangono da completare il finale e l'orchestrazione di alcuni brani, cominciano dunque all'Opèra-Comique le prime prove. Il compositore si vide costretto ad effettuare diverse modifiche, dovute soprattutto all'inadeguatezza degli interpreti. Il 5 ottobre dello stesso anno i preparativi vengono bruscamente interrotti dall'improvvisa morte dell'autore.
L'opera andrà comunque in scena il 10 febbraio 1881, con successo ma in forma ridotta. Il direttore dell'Opera-Comique, Léon Carvalho, affida a Ernest Guiraud (già autore del rimaneggiamento della Carmen di George Bizet) il compito di curare la messa in scena. Quest'ultimo effettua numerosi tagli, in particolare sopprimendo l'atto quarto, o atto di Venezia, per eccessiva lunghezza e difficoltà sceniche; i dialoghi parlati vengono sostituiti con recitativi (utilizzando, anticipandola, musica della stessa opera, vanificandone, di conseguenza, l'originalità e la forza). Viene inoltre eliminato il personaggio della Musa, spezzata in due l'aria di Hoffmann nell'atto di Olympia, semplifica l'orchestrazione e talvolta trasportata la tonalità (l'aria di Olympia, ad esempio, viene privata delle colorature e abbassata al Fa maggiore). Sempre nel Théâtre National de l'Opéra-Comique il 15 dicembre dello stesso anno avviene la centesima rappresentazione ed il 3 marzo 1927 avviene la cinquecentesima.
Contemporaneamente Choudens pubblica ben quattro edizioni dell'opera, a cui ne succederà una quinta (nel 1887), ulteriormente rimaneggiata.
Fortunatamente, il manoscritto originale di Offenbach viene messo in una scatola, salvandosi, a quanto pare, dall'incendio dell'Opéra-Comique avvenuto nel 1887. In seguito, verrà smembrato fra diversi proprietari e disperso in più luoghi.
Nel 1904 l'opera viene riproposta all'Opéra di Monte Carlo, dove il direttore Raoul de Gunsbourg e André Bloch (che ne curò la riorchestrazione) effettuano proprie modifiche, integrando l'atto quarto, o di Giulietta, dopo il secondo atto (Olympia) ed aggiungendo proprie composizioni (aria di Dappertutto Scintille, diamant; settetto su tema della barcarola, Perte du reflet) seppur basate su musica di Offenbach. Con la pubblicazione nel 1907, dal solito Choudens, dell'edizione Gunsbourg, l'opera assume la veste che, considerata come definitiva, verrà adottata nei teatri di tutto il mondo sino agli anni '70. Sempre su questa versione si basa l'edizione Gregor, edita da Peters nel 1905 in tedesco, la versione standard adottata nei paesi di lingua germanica.
Bonynge prepara nel 1971 una nuova fondamentale edizione: accanto al ripristino dei dialoghi (esperimento già tentato da Felsenstein nel 1958) e del fondamentale personaggio della Musa, viene però mantenuta la forzata suddivisione dell'aria di Hoffmann in due parti, l'apocrifa Scintille, diamant, ma soprattutto la disposizione scorretta degli atti (quello di Antonia dopo quello di Giulietta), atto comunque destinatario di nuovi numerosi tagli e rielaborazioni.
Il fortuito ritrovamento da parte di Antonio de Almeida del manoscritto dell'atto quarto presso un castello di Cormatin, residenza di Raoul de Gunsbourg, che si era procurato le parti soppresse da Carvalho in vista della rappresentazione del 1904 a Monte-Carlo,
Grazie alle ben 1.250 pagine (comprendenti anche alcuni schizzi preparatori, il materiale relativo al concerto privato del 1879, lo spartito realizzato dai copisti di Offenbach in vista delle prove e l'originale partitura per orchestra della versione Guiraud dell'atto di Giulietta), Fritz Oeser pubblica nel 1976 la prima edizione critica de Les Contes d'Hoffmann. Viene innanzitutto ripristinato l'ordine corretto degli atti, il ruolo di Nicklausse assume spessore musicale e psicologico mentre i ruoli malefici sono previsti per un solo interprete così come quello dei differenti amori.
Nel 1984 dell'ulteriore materiale (circa 350 pagine autografe, contenenti lo straordinario rondò di Giulietta L'amour lui dit: la belle e gran parte dell'atto veneziano prima delle manomissioni di Guiraud) viene venduto all'asta a Londra; lo acquista un miliardario statunitense che lo cederà all'Università Yale. Il musicologo Michael Kaye, che ha accesso al manoscritto e ne detiene una fotocopia, prepara una nuova edizione.
Nel 1987 Joseph Heinzelmann scopre, presso l'Archivio Nazionale Francese, il libretto dell'opera che venne consegnato alla censura statale per l'approvazione in occasione della rappresentazione del 1881. Il musicologo Jean-Christophe Keck, confrontando il libretto con la copia dell'atto quarto, deduce l'esistenza di un finale dell'atto ma mancante nel manoscritto depositato all'Università Yale.
Le parti mancanti del finale quarto (24 pagine) vengono successivamente ritrovate sempre presso il castello di Cormatin e vengono acquistate da un amico di Keck; a seguito della sua morte, il manoscritto diventa però inaccessibile fino a quando lo Stato Francese decide – nel 2002 – di metterlo all'asta. Keck lo acquista per 160.000 euro.
Nel 1999 l'editore musicale Schott Musik International pubblica una nuova versione della partitura, comprendente sia l'atto quarto sia il finale quarto, ottenuto tramite fotocopia. Questa partitura verrà utilizzata per varie rappresentazioni in Europa e negli Stati Uniti d'America.
Nel febbraio 2003 Marc Minkowski dirige al Théâtre Municipal di Losanna, con la regia di Laurent Pelly, Les Contes d'Hoffmann, cercando, in collaborazione con Keck, di attenersi il più possibile alla versione prevista da Offenbach. I ruoli di Olympia, Antonia, Giulietta e Stella vengono sostenuti tutti da Mireille Delunsch, mentre Laurent Naouri canta tutte le parti di Lindorf, Coppelius, Dr. Miracle e Dapertutto. Il ruolo di Hoffmann è sostenuto da Marlin Miller.
Keck, nel 2009, pubblica insieme a Kaye il risultato delle proprie ricerche. Quest'ultima edizione, oltre a ritoccare l'orchestrazione sulla base dei nuovi ritrovamenti, fornisce, per la prima volta, tutti i brani alternativi composti da Offenbach, tutte le redazioni successive e tutti gli aggiusti; ma soprattutto include nuovi brani: da singole misure a intere frasi, perse nel corso delle successive redazioni (e quindi ricostruite dai curatori che si sono avvicendati) e, finalmente, riportate nella loro forma più autentica.

### Versioni
Riassumendo, Offenbach sembra dunque avere terminato la composizione dell'opera lasciando incompleta l'orchestrazione. Di seguito le principali ricostruzioni ed edizioni critiche:
- Versione Choudens, in 5 atti - Fu la riferenza per almeno un secolo, ma non include varie pagine originali (aria di Nicklausse, aria di Coppelius e altri) e contiene parti differenti dal manoscritto. Inoltre la casa d'edizione Choudens propose più versioni sin dal 1881.
- Versione Gunsbourg (1907) – Rispecchia la rappresentazione del 1904 a Monte-Carlo e si impone, negli anni, come la versione più autentica.
- Versione Felsenstein (1958) e versione Bonynge (1972) sono successivi tentativi di ritornare all'originale.
- Versione Oeser (Vienna, 1976), in 3 atti con prologo ed epilogo – Considerata la prima edizione critica, realizzata a seguito del ritrovamento di vari manoscritti, più scrupolosa rispetto alla versione Choudens.
- Versione Kaye (1992) – Integrazione dell'atto quarto alla sua originale posizione e ricostruzione in base al libretto consegnato alla censura per la rappresentazione del 1881.
- Versione Schott (1999) – Integrazione del finale quarto, basato su fotocopie dell'originale.
- Versione Keck, in 5 atti – Rispecchia la rappresentazione del 2003 a Losanna e costituisce, al momento, la versione che meglio si avvicina all'originale di Offenbach.
- Versione Keck-Kaye (2009) - ad oggi la più affidabile.

Da notare che parti del manoscritto, relativi al primo e al secondo atto, non sono state ritrovate, rendendo ancora difficoltoso distinguere l'originale previsto da Offenbach da parti non autentiche, soprattutto per quanto riguarda l'orchestrazione.
Infine, essendo la prima rappresentazione avvenuta postuma, non si potrà mai sapere quale sarebbe stata la versione ufficiale che Offenbach avrebbe proposto al pubblico in quell'occasione, essendo costume apportare modifiche nel corso delle prove.

## La barcarola
Tra le arie più famose dell'opera c'è sicuramente la barcarola che apre l'atto veneziano: "Belle nuit, ô nuit d'amour/Bella notte, oh notte d'amore". Curiosamente l'aria non fu composta da Offenbach pensando a Les contes d'Hoffmann, ma come "canzone degli Elfi"’ per l'opera Die Rheinnixen (Le fate del Reno), rappresentata per la prima volta a Vienna l'8 febbraio 1864.
Fu Ernest Guiraud, incaricato di terminare l'orchestrazione alla morte del collega, a decidere di inserire la barcarola nella nuova opera.
"Belle nuit, ô nuit d'amour/Bella notte, oh notte d'amore", oltre ad aver ispirato al compositore inglese Kaikhosru Shapurji Sorabji una "Passeggiata veneziana sopra la Barcarola di Offenbach" (1955–56) e "Tonight Is So Right For Love/Stasera è così giusto per amore" ad Elvis Presley (1960), è stata utilizzata in molti film, fra i quali Titanic (1997), La vita è bella (1997), Midnight in Paris (2011).

## Incisioni discografiche
| Anno | Cast (Hoffmann, Olympia, Giulietta, Antonia, Nicklausse, Lindorf, Coppelius, Dapertutto, Dr Miracle)                                                                | Direttore          | Etichetta           |
| ---- | --- | ------------------ | ------------------- |
| 1964 | Nicolai Gedda, Gianna D'Angelo, Elisabeth Schwarzkopf, Victoria de los Ángeles, Jean-Christophe Benoît, Nikola Gjuzelev, George London, Ernest Blanc, George London | André Cluytens     | EMI                 |
| 1972 | Stuart Burrows, Beverly Sills, Beverly Sills, Beverly Sills, Susanne Marsee, Norman Treigle, Norman Treigle, Norman Treigle, Norman Treigle                         | Julius Rudel       | Millennium          |
|      | Plácido Domingo, Joan Sutherland, Joan Sutherland, Joan Sutherland, Huguette Tourangeau, Gabriel Bacquier, Gabriel Bacquier, Gabriel Bacquier, Gabriel Bacquier     | Richard Bonynge    | Decca               |
| 1986 | Neil Shicoff, Luciana Serra, Jessye Norman, Rosalind Plowright, Ann Murray, José van Dam, José van Dam, José van Dam, José van Dam                                  | Sylvain Cambreling | EMI                 |
| 1989 | Plácido Domingo, Edita Gruberová, Edita Gruberová, Edita Gruberová, Claudia Eder, Andreas Schmidt, Gabriel Bacquier, Justino Díaz, James Morris                     | Seiji Ozawa        | Deutsche Grammophon |
|      | Francisco Araiza, Eva Lind, Cheryl Studer, Jessye Norman, Anne Sofie von Otter, Samuel Ramey, Samuel Ramey, Samuel Ramey, Samuel Ramey                              | Jeffrey Tate       | Philips             |
| 1996 | Roberto Alagna, Natalie Dessay, Sumi Jo, Leontina Văduva, Catherine Dubosc, José van Dam, José van Dam, José van Dam, José van Dam                                  | Kent Nagano        | Erato               |

## DVD
- Les contes d'Hoffmann - Georges Prêtre/Plácido Domingo/Luciana Serra/Agnes Baltsa/Ileana Cotrubaș, 1981 Kultur/BBC
- Les contes d'Hoffmann - Jesús López-Cobos/Neil Shicoff/Susanne Mentzer/Bryn Terfel, Opéra national de Paris 2002 Arthaus
- Les contes d'Hoffmann - Frédéric Chaslin/Vincenzo La Scola/Desirée Rancatore/Sara Allegretta/Ruggero Raimondi, regia di Pier Luigi Pizzi, 2004 Dynamic
- Les contes d'Hoffmann - Alain Guingal/Aquiles Machado/María Bayo/Christophe Fel, Ópera de Bilbao, 2006 Opus Arte/Naxos
- Hoffmanns Erzahlungen (Les Contes d'Hoffmann) - Karl-Fritz Voigtmann/Hans-Günter Nöcker/Melitta Muszely/Rudolf Asmus, (Komische Oper Berlin, 1970), Arthaus/Naxos
- Les contes d'Hoffmann - Evelino Pidò/Vittorio Grigolo/Thomas Hampson/Sofia Fomina/Sonja Jončeva/Kate Lindsay/Christophe Mortagne, 2016 Royal Opera House/Sony

## Film
- Hoffmanns Erzählungen (film 1916)
- I racconti di Hoffmann (film) (1951)